# レオナルド・ピエポリ

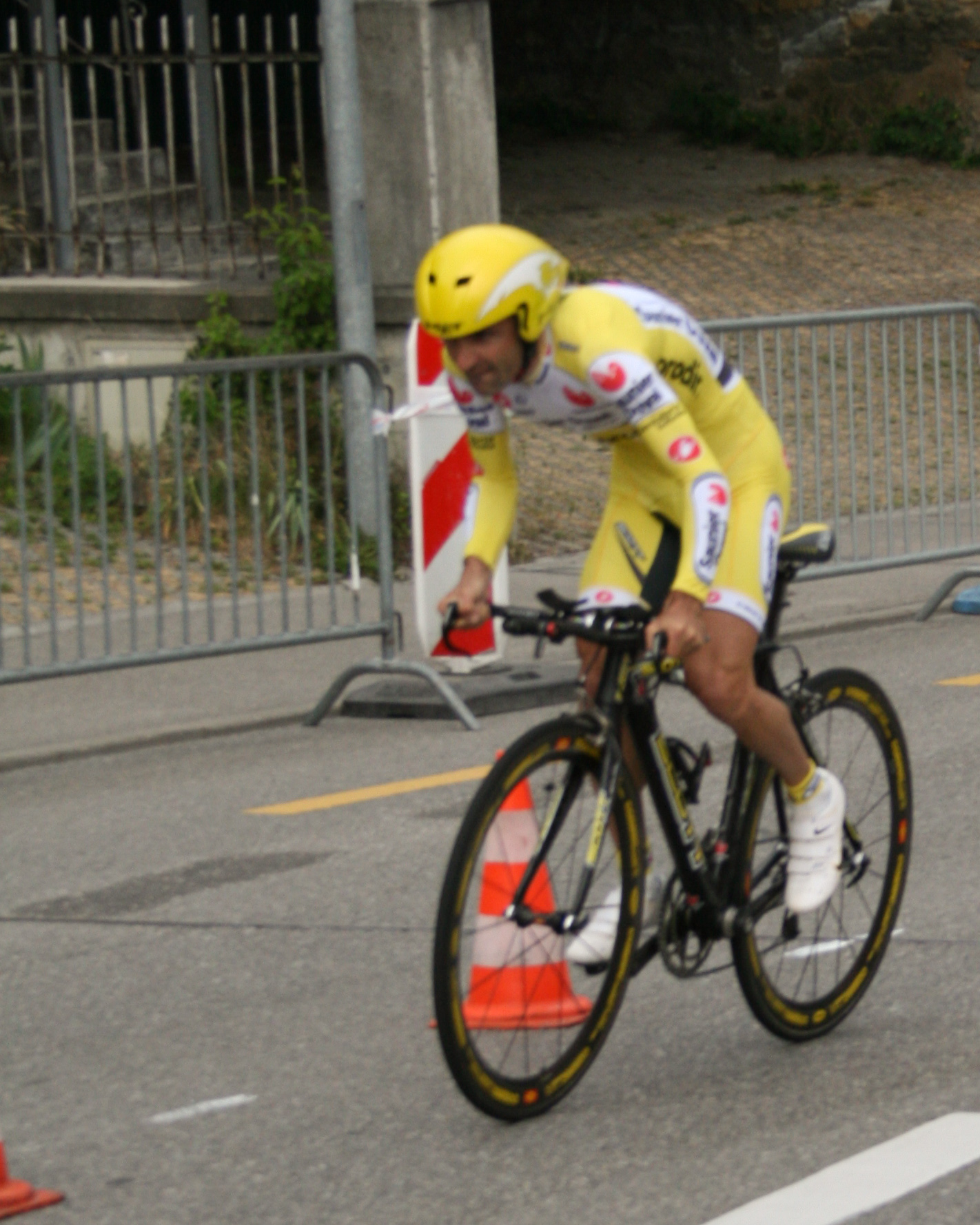
レオナルド・ピエポリ

レオナルド・ピエポリ（Leonardo Piepoli、1971年9月2日- ）は、スイス、ラ・ショー＝ド＝フォン出身で、イタリア国籍の自転車競技選手。サウニエル・ドゥバル＝スコットに所属していた。 

## 経歴
1995年にプロデビュー。長年に亘って山岳巧者として活躍を続け、1995年のツール・ド・スイスで山岳賞を獲得。2006年のジロ・デ・イタリアではジルベルト・シモーニのアシストとして貢献。峠で彼が先頭に立つと必ず集団が崩壊するといえるほどの強力な登坂力を見せつけて区間2勝を挙げた。2007年のジロ・デ・イタリアでもシモーニ、リカルド・リッコのアシストとして活躍するとともに、マリア・ヴェルデ（山岳賞）を獲得。グランツールで待望の山岳王に輝いた他、第10ステージにおいて勝利した。前年の好調ぶりからエースとして総合成績を狙って走るようシモーニから提案されていたが、チーム内にエースが乱立して混乱することを嫌いこれを固辞、アシストに専念していた。一方、同年のブエルタ・ア・エスパーニャでは家事都合により、山岳賞部門でトップに立ったまま、第12ステージを前に帰郷した。
2008年のツール・ド・フランス第10ステージはピレネー山脈越えのステージであったが、終盤にチームメイトであるリカルド・リッコ、フアン・ホセ・コーボと呼応してアタックをかけ、自分が抜け出すチャンスにも常にコーボを待つ走りでアシストの仕事に徹しながら、最終的にはコーボと二人で他の選手達を引き離し、ゴールではコーボと同タイムの1位となってステージ優勝を遂げた。同時にコーボの総合順位を大きく引き上げることに成功した。
しかしその後、リッコのドーピング疑惑の発覚により、所属するサウニエルデュバル・チーム全体が第12ステージで出走を取りやめたため、ツール・ド・フランスから去ることとなった。また、その翌日の7月18日、チームの倫理規定に違反した、という理由でリッコと共にサウニエルデュバル・チームから解雇されたが、同月20日、「リッコが使用しているとみられるものと同じ薬物（第三世代EPOのこと）を使用していた」という事実を告白した。
2008年10月6日付のBBCニュースによると、シュテファン・シューマッハーとともに、同年のツール・ド・フランスにおける血液サンプルから、CERA（持続性エリスロポエチン受容体活性化剤=Continuous Erythropoietin Receptor Activator）の陽性反応が発覚した。

## グランツールでの主な戦績
ツール・ド・フランス
1996年……総合16位
1998年……総合14位
2005年……総合23位
2008年……途中棄権。第10ST優勝（後に剥奪）。
ジロ・デ・イタリア
1998年……総合16位
2000年……総合10位
2006年……総合11位。第13、17ST優勝。
2007年……総合14位。第10ST優勝。山岳賞。
ブエルタ・ア・エスパーニャ
1999年……総合8位
2003年……総合23位
2004年……総合27位。第9ST優勝。
2005年……総合35位
2006年……総合13位
2007年……途中棄権。第9ST優勝。